# Лаура Дианти
Лаура Дианти (итал. Laura Eustochia de' Dianti (Laura Dianti Eustochio); ок. 1480—1573) — куртизанка, ставшая сожительницей герцога феррарского Альфонсо I д'Эсте после смерти его жены Лукреции Борджиа (1519), и родившая ему двоих сыновей, которых он объявил законными в своем завещании от 1533 года.

## Биография
Её отцом был некто Боккаччи (Boccacci), торговец шапками. Первое упоминание о Лауре в сохранившихся официальных документах относится к 1524 году, пять лет спустя после смерти Лукреции, как о даме, получившей подарки.
Лаура и герцог, возможно, обвенчались — хотя об этом никогда не было прямо объявлено. В сохранившихся автографах стоит её подпись как Лаура Эусточиа д'Эсте. Впрочем, документы свидетельствуют, что ещё за пять дней до смерти, делая ей подарок, он не именовал её женой.
За несколько дней до своей смерти Альфонсо (1534) подарил ей имение Delizia del Verginese, которое оставалось в её собственности до конца жизни и затем было унаследовано её потомками. Она проживала там, будучи вдовой, и создала собственный маленький интеллектуальный салон; её привидение, по слухам, продолжает появляться в замке.

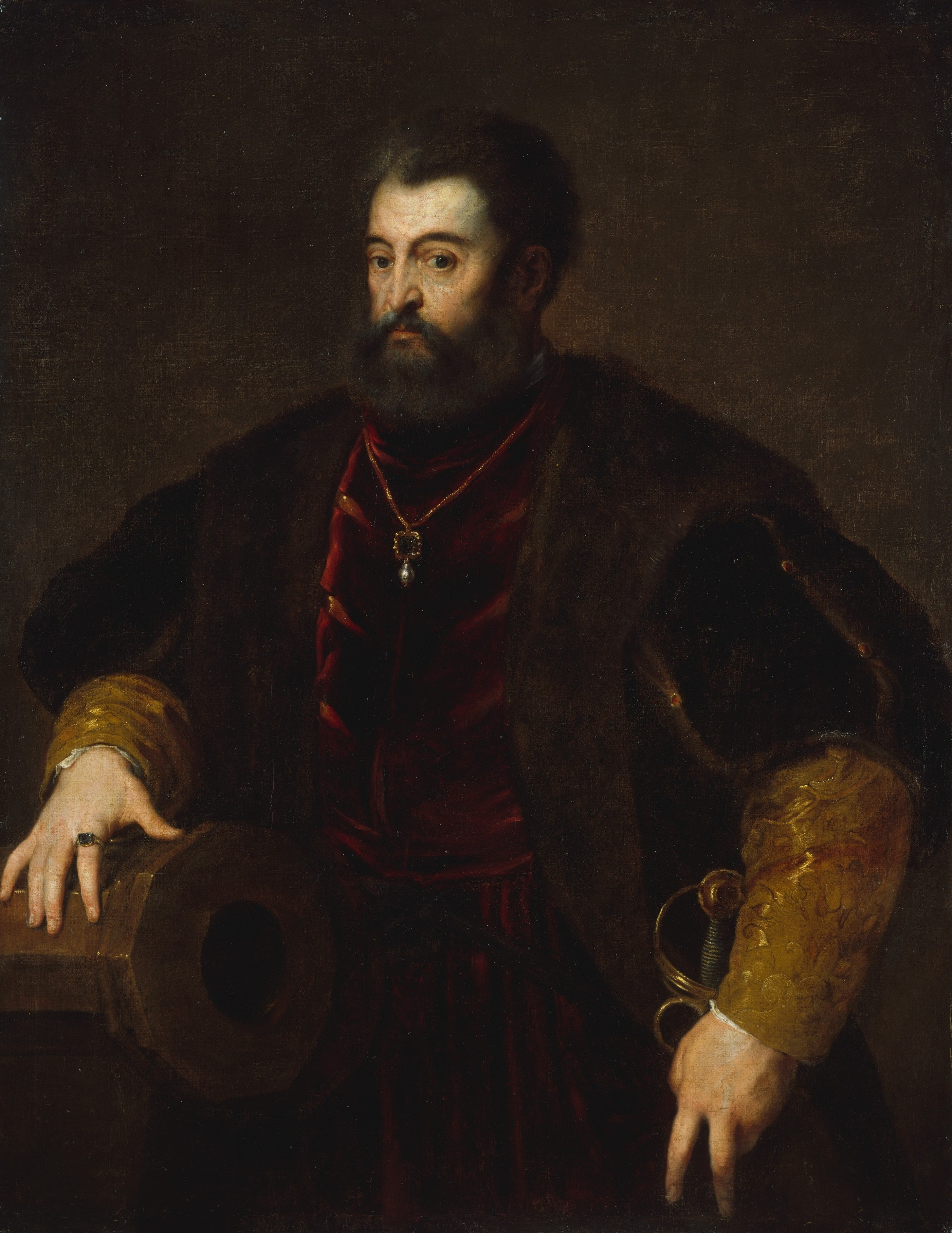
Альфонсо д'Эсте (копия с портрета Тициана, предположительно, парного портрету Лауры)

Позже (1598) папа Климент VIII воспользовался как предлогом неясным статусом брака Лауры и объявил её внука Чезаре д'Эсте (сына маркиза Альфонсо) незаконным, и Чезаре потерял герцогство Феррара, которое в итоге как выморочное перешло под власть папе Римскому.

## В искусстве
Облик Лауры в сопровождении чёрного пажа был увековечен Тицианом. Любопытно, что Альфонсо стал первым правителем, прямо заказавшим портрет своей любовницы. Эта картина была написана в 1520 году. Одно время предполагалось, что портрет Федериго Гонзага (Прадо), раньше считавшийся портретом Альфонсо, был написан в пару к нему. Возможно, портрет Лауры был парным к несохранившемуся портрету герцога (копия XVII века, возможно, Рубенса — в Метрополитен), эти две картины могли быть выполнены в 1525 году, когда Тициан приехал в Феррару, чтобы выполнить последнюю картину для camerino d’alabastro — «Адрианы». Историк искусства Филипп Фел указал на близкое сходство черт лица Лауры с лицом Ариадны в «Вакхе и Ариадне», которое не могло быть случайным, так как эта картина была написана для camerino d’alabastro герцога.

«Женщина за туалетом» (Лувр)

Тицианом же написана «Женщина за туалетом» (Лувр), которая традиционно считалась возможным изображением Лауры, поскольку толкователи считали, что описание Вазари относится именно к нему, а также потому, что мужчина на картине похож на Альфонсо (впрочем, изображена блондинка, а не брюнетка). Согласно другому предположению, это племянник Альфонсо — Федерико II Гонзага (сын его сестры Изабеллы д'Эсте) и его любовница Изабелла Босчетти; или же его сын от Лукреции Эрколе II д'Эсте; или же портрет самого Тициана с любовницей.
Предполагается, что «Аполлон» Доссо Досси был заказан Альфонсо в качестве воспоминания о его романе с Лаурой (на полотне её символизирует нимфа лавра Дафна). Портрет дамы его же кисти в Музее Конде, Шантийи, также ассоциируется с нею. Доссо расписал для неё потолок Палаццины делла Роса, подаренной ей герцогом, 4 ветвями лавра и восходящим солнцем на голубом фоне. Также после смерти герцога она наняла брата Досси Баттиста по крайней мере с 1534 до 1546 года. Она заказала Досси картину «Святая Паола» (ок. 1524), сюжет которой необычен, и возможно выбран потому, что святая Паола и святой Евстафий поминались вместе.
Возможно, именно она является той Лаурой, которая упоминается в «Неистовом Орландо» Ариосто (XLVI.5).